# Buskerudmuseet
Buskerudmuseet, egentlig Stiftelsen Buskerudmuseet, er en sammenslutning af museer, kunstnerhjem og andre institutioner som forvalter kulturhistorie i Buskerud i Norge. Direktøren i Buskerudmuseet er Tom Oddby.
Per 2021 omfatter Buskerudmuseet følgende institusjoner:
- Buskerud Fylkesfotoarkiv på Hønefoss
- Veien kulturminnepark på Hønefoss
- Ringerikes Museum på Hønefoss
- Portaasen i Mjøndalen
- Fossesholm Herregård i Vestfossen
- Lågdalsmuseet på Kongsberg
- Labromuseene på Kongsberg
- Krøderbanen ved Krøderen
- Villa Fridheim i Noresund
- Nøstetangen norsk glassmuseum i Hokksund
- Sigdal Museum i Prestfoss
- Folkemusikksenteret i Prestfoss
- Lauvlia i Prestfoss
- Hagan i Eggedal
- Hallingdal Museum i Nesbyen
- Hemsedal Bygdatun i Hemsedal
- Hol Bygdemuseum i Hol
- Ål Bygdamuseum i Ål
- Gol Bygdemuseum i Gol
- Dagali Museum i Dagali